# Двекут
Двекут (ивр. דְּבֵקוּת‎) — в иудаизме и каббале состояние слияния с Творцом, "склеенности" (от слова ивр. דבק‎: клей) с ним. Поскольку Бог невидим и бестелесен, двекут достигается посредством исполнения заповедей и усердия в изучении священных книг. Бешт сделал двекут неотъемлемой частью хасидизма. Двекут противопоставляется как временной религиозной экзальтации, так и схоластическому образованию. 